# احمدآباد (فیرورق خوی)
احمدآباد، روستایی است از توابع بخش مرکزی شهرستان خوی استان آذربایجان غربی ایران.

## جمعیت
این روستا در دهستان فیرورق قرار دارد و براساس سرشماری مرکز آمار ایران در سال ۱۳۸۵، جمعیت آن ۱۹۱نفر (۳۱ خانوار) بوده‌است.